# Euwallacea
Euwallacea (лат.) — род жуков-короедов из трибы Xyleborini (Scolytinae, Curculionidae).

## Распространение
Встречаются в тропических регионах Азии и Океании, редко встречается в Восточной Азии с умеренным климатом.
Шесть видов, в том числе три из комплекса видов Euwallacea fornicatus, были интродуцированы в Северную Америку.

## Описание
Мелкие жуки-короеды, величина которых колеблется в пределах нескольких миллиметров (от 1,8 мм до 5,7 мм). Тело обычно вытянутое и тёмное, в 2,0-3,6 раза длиннее своей ширины. Euwallacea отличается сочетанием гомопластических признаков, которые включают переднеспинку, как правило, высокую с раздутыми переднебоковыми углами, выглядящую от субквадратной до квадратной в дорсальном профиле, реже с закругленным передним краем; передний край переднеспинки безоружен; декавитальный заднебоковой край с выступающим ребром или килем; межбороздковые точки диска надкрылий серийные; наклон обычно с очень редкими щетинками; булава усиков усеченная или уплощенная, круглая или выше ширины. Кроме того, скутеллюм на одном уровне с надкрыльями, плоский, микангиальные пучки отсутствуют, боковой край переднеспинки косо ребристый, прококсы прилегают друг к другу.
Усики коленчатые с ясно отграниченной крупной булавой и скапусом, тонкими лапками. Самки имеют округлую, дорсовентрально уплощенную булаву усиков, дугообразные и уплощенные голени средних и задних ног, вооруженные несколькими зубчиками, переднеспинка сильно выпуклая антеродорсально, на переднем скате вооружена неровностями. Характерна гаплодиплоидия и облигатный симбиоз питания с грибами-ксилофагами («грибное садоводство»).
Построенные представителями этого рода в древесине галереи состоят из разветвленных туннелей, расположенных либо в одной горизонтальной плоскости, либо в трёх измерениях и глубоко проникающих в древесину. Расплодные камеры отсутствуют. В стеблях малого диаметра ходы могут быть продольными.

## Классификация
Род впервые был выделен в 1915 году на основании типового вида Xyleborus wallacei Blandford, 18960. Включён в состав трибы Xyleborini (Scolytinae, Curculionidae). Внешне Euwallacea по некоторым признакам имеет сходство с Fortiborus, Planiculus и Xylosandrus.
В состав Euwallacea включён в качестве синонима таксон Wallacellus Hulcr & Cognato, 2010.
- Euwallacea andamanensis Wood & Bright, 1992[10]
- Euwallacea aplanatus Wood & Bright, 1992
- Euwallacea artelaevis Wood & Bright, 1992
- Euwallacea barbatomorphus Wood & Bright, 1992
- Euwallacea barbatulus Wood & Bright, 1992
- Euwallacea barbatus Wood & Bright, 1992
- Euwallacea benguetensis Wood & Bright, 1992
- Euwallacea bicolor Wood & Bright, 1992
- Euwallacea comptus Wood & Bright, 1992
- Euwallacea destruens Wood & Bright, 1992
- Euwallacea dilatatiformis Wood & Bright, 1992
- Euwallacea filiformis Wood & Bright, 1992
- Euwallacea fornicatus Wood & Bright, 1992
- Euwallacea fulvus Wood & Bright, 1992
- Euwallacea galeatus Wood & Bright, 1992
- Euwallacea goloanus Wood & Bright, 1992
- Euwallacea granosus Wood & Bright, 1992
- Euwallacea illustrius Wood & Bright, 1992
- Euwallacea imitans Eggers, 1927b
- Euwallacea interjectus Wood & Bright, 1992
- Euwallacea kersianus Bright & Skidmore, 1997[11]
- Euwallacea khayae Wood & Bright, 1992
- Euwallacea kororensis Wood & Bright, 1992
- Euwallacea laevis Wood & Bright, 1992
- Euwallacea limatus Wood & Bright, 1992
- Euwallacea lopehuensis Wood & Bright (Beeson in), 1992
- Euwallacea loricatus Wood & Bright, 1992
- Euwallacea luctuosus Wood & Bright, 1992
- Euwallacea lugubris Wood & Bright, 1992
- Euwallacea malloti Wood & Bright, 1992
- Euwallacea metanepotulus Wood & Bright, 1992[10]
- Euwallacea murudensis Bright & Skidmore, 1997[11]
- Euwallacea nigricans Wood & Bright (Schedl in), 1992[10]
- Euwallacea nigrosetosus Wood & Bright, 1992
- Euwallacea oparunus Wood & Bright, 1992
- Euwallacea pandae Wood & Bright, 1992
- Euwallacea piceus Wood & Bright, 1992
- Euwallacea procerrimus Wood & Bright, 1992
- Euwallacea procerrissimus Wood & Bright, 1992
- Euwallacea quadraticollis Wood & Bright, 1992
- Euwallacea rufoniger Wood & Bright, 1992
- Euwallacea russulus Wood & Bright, 1992
- Euwallacea samoensis Beeson, 1929
- Euwallacea sibsagaricus Wood & Bright, 1992
- Euwallacea solomonicus Wood & Bright, 1992
- Euwallacea streblicola Hopkins, 1915b
- Euwallacea strombiformis Wood & Bright, 1992
- Euwallacea subcoriaceus Eggers, 1927c
- Euwallacea subemarginatus Bright & Skidmore, 2002
- Euwallacea subparallelus Wood & Bright, 1992
- Euwallacea talumalai Wood & Bright, 1992
- Euwallacea tonkinensis Wood & Bright, 1992
- Euwallacea trapezicollis Wood & Bright, 1992
- Euwallacea tristis Wood & Bright, 1992
- Euwallacea tumidus Wood & Bright, 1992
- Euwallacea validus Wood & Bright, 1992
- Euwallacea velatus Wood & Bright, 1992
- Euwallacea viruensis Bright & Skidmore, 1997[11]
- Euwallacea voarotrae Wood & Bright, 1992
- Euwallacea wallacei Hopkins, 1915b
- Euwallacea xanthopus Wood & Bright, 1992
- Euwallacea zicsii Wood & Bright, 1992[10]